# Truncocolumella citrina
Truncocolumella citrina är en svampart som beskrevs av Zeller 1939. Truncocolumella citrina ingår i släktet Truncocolumella och familjen Suillaceae.   Inga underarter finns listade i Catalogue of Life.